# Kibbelveen
Kibbelveen est un hameau situé dans la commune néerlandaise de Coevorden, dans la province de Drenthe. Le 1er décembre 2007, Kibbelveen comptait 70 habitants, pour une superficie de 269 ha. Le hameau se trouve sur le Canal d'Oranje.